# Büchten
Büchten è una frazione (Ortsteil) del comune di Grethem, nel land della Bassa Sassonia, in Germania.

## Storia
Già comune autonomo nel circondario di Fallingbostel, fu soppresso e incorporato a Grethem il 1º marzo 1974.